# Đức Quỳnh
Đức Quỳnh (1922 – 1994) là một nhạc sĩ nhạc tiền chiến và tình khúc 1954-1975 tại Việt Nam trước năm 1975, nổi tiếng nhất qua ca khúc Rước đèn tháng tám được các trẻ em hát trong ngày Tết Trung thu.

## Cuộc đời
Đức Quỳnh là một nhạc sĩ nổi tiếng từ thời tiền chiến, tên đầy đủ là Nguyễn Đức Quỳnh, sinh năm 1922 tại Hà Nội. Ông bắt đầu viết nhạc từ năm 1947, với bài hát Nhớ ai.
Những tác phẩm của ông được khá nhiều người biết đến, như Rước đèn tháng tám, Chim chích chòe, Trả lại anh, Thoi tơ. Tuy nhiên, bài hát Rước đèn tháng tám, được rất nhiều trẻ con hát trong ngày Tết trung thu, thế nhưng rầu rĩ thay, tên tác giả thì chẳng mấy ai đoái hoài.
Ngoài danh nhạc sĩ, ông còn là một ca sĩ, hát trong dĩa 78 vòng trong thập niên 40. Theo cuốn sách Theo chân những tiếng hát của nhà văn Hồ Trường An, ông đã nói rằng: Giọng Đức Quỳnh trước sau gì vẫn cứ mãi là giọng tài tử. Anh hát tròn vành rõ tiếng, cố sử dụng làn hơi để cho tiếng đầm ấm và không thô ráp thế thôi. Giọng anh như một thứ quả chưa chín đúng mực đang còn dấm, như xôi rượu tuy ủ cẩn thận, nhưng chưa dậy men sung mãn. Giọng hát đó chỉ nghe tạm được cũng như giọng hát của Jean Tịnh thời tiền chiến trong giai đoạn âm nhạc nước nhà hãy còn phôi thai.
Sau năm 1954, ông vào Sài Gòn sinh sống, và có mở một phòng trà ca nhạc ngay góc đường Cao Thắng. Ông sáng tác ít đi, chủ yếu là trình diễn nhạc cụ cho các nhà hàng trình diễn. Trong phòng trà của ông có rất nhiều ca sĩ, ông đã dạy cho ca sĩ Lệ Thu về âm nhạc.
Sau năm 1975, ông ở lại Việt Nam, kiếm sống bằng nghề dạy nhạc và thỉnh thoảng họp mặt bạn bè. Ông qua đời ngày 18 tháng 6 năm 1994 tại Sài Gòn.

## Tác phẩm
- Ba giờ khuya (1948)
- Chim chích chòe (1951)
- Cô Tây trắng (1953)[5]
- Đơn sơ
- Em ơi, ngồi xuống đây (Hỏi em)
- Giờ biệt ly
- Ghé đây thuyền mơ
- Hát đi em (Viết lời Việt)
- Hành khúc tuổi trẻ (1950)
- Hoa hồng
- Hò khoan (1948)
- Em đi rồi
- Mong chờ (1952)[6]
- Người kỹ nữ với cung đàn
- Nhớ quê (1953)
- Nhớ ai (1947)
- Nhớ mẹ (1947)
- Nhớ ơi là nhớ
- Rước đèn tháng tám (Ký tên Vân Thanh)
- Sài Gòn ban đêm (1953)
- Quán cafe ngày xưa
- Ta lại yêu ta (1961) (thơ Cung Trầm Tưởng)
- Trả lại anh (1973)
- Tiếng chuông chiều
- Tiếng xuân
- Thoi tơ (thơ Nguyễn Bính) (1948)
- Trong nắng mai (1949)
- Vẩn vơ (thơ Nguyễn Bính)
- Vì ai